# Marina Blue
Marina Blue ist der Name eines Wolkenkratzers in Miami, US-Bundesstaat Florida. Das von 2004 bis 2007 errichtete Gebäude ist 187 Meter hoch. Auf den 57 Stockwerken sind neben einigen technischen Einrichtungen für den Gebäudebetrieb fast ausschließlich Wohnungen untergebracht. Lediglich in den Sockeletagen befinden sich mehrere Einkaufsgeschäfte. Die gesamte Nutzfläche beträgt rund 126.000 Quadratmeter. Der Grundriss des Bauwerks ist rechteckig mit abgerundeten Außenwänden, während die beiden unterschiedlich hohen Dachkanten, womit eine Rücksprung entsteht, durch leichte Abrundungen gestaltet wurden.
Der Wolkenkratzer befindet sich am 888 Biscayne Boulevard, einer Gegend, in der noch weitere Hochhäuser errichtet wurden.

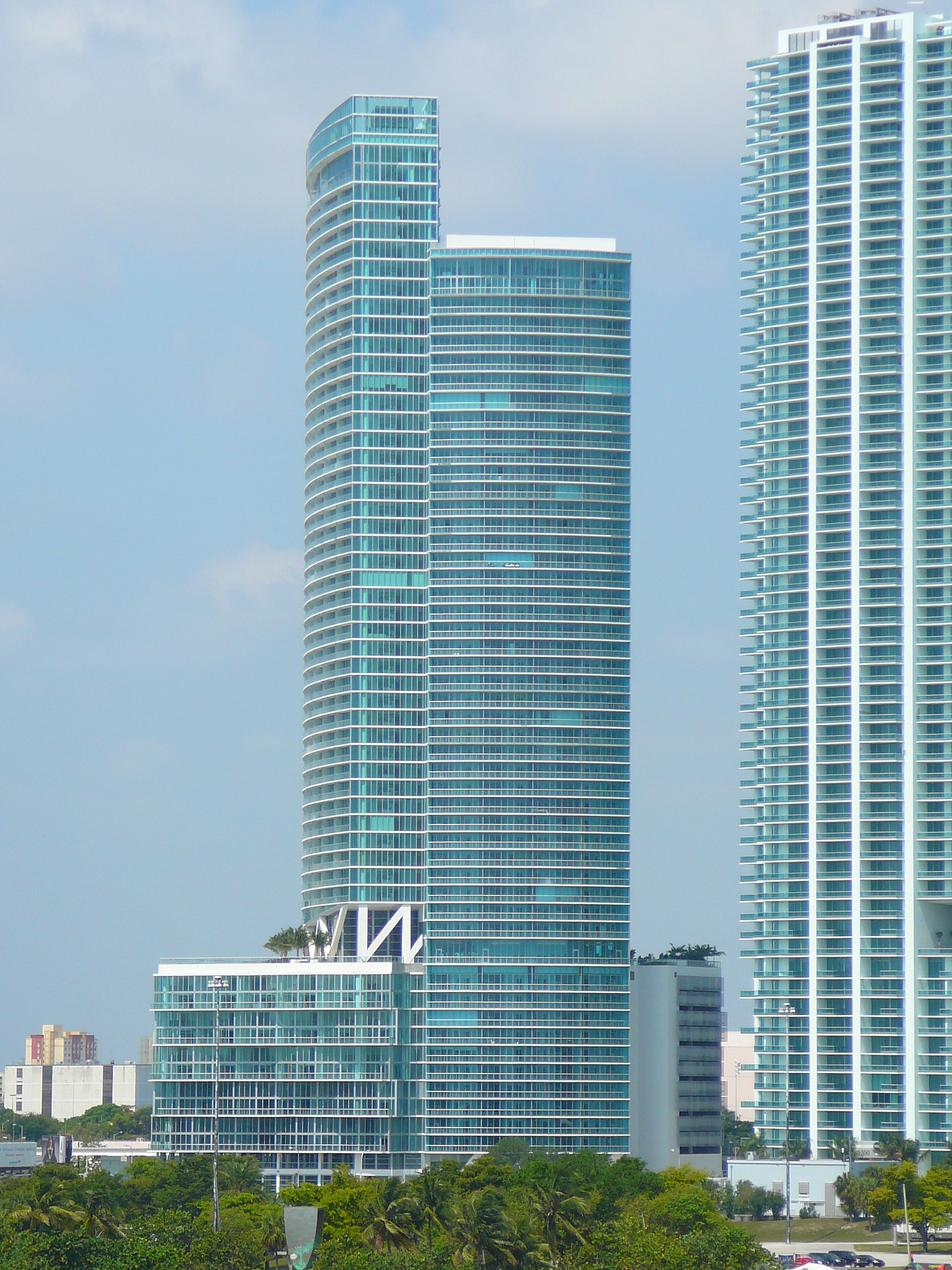
Seitenansicht des Gebäudes